# Compuesta y sin novio
Compuesta y sin novio fue una serie española de televisión, emitida por Antena 3. Se trata de la primera producción de ficción protagonizada por la célebre actriz Lina Morgan para la pequeña pantalla.

## Argumento
Valentina (Lina Morgan) es una enfermera de mediana edad que ve pasar los años sin lograr contraer matrimonio y su afán por recuperar a su amado Avelino (José Coronado), que la dejó plantada en el altar.  
Dispuesta a recuperarse del impacto emocional de verse plantada en pleno altar, Valentina decide irse sola de luna de miel y tratar de ver si consigue olvidar a Avelino o, si por el contrario, aún sigue enamorada y quiere dar a este una segunda oportunidad.

## Reparto
- Lina Morgan ...  Valentina Castillo Pérez
- José Coronado ...  Avelino Ventosa (Capítulos 1-2-3-4-5-6-7-8-9-10-11-12-13)
- Rafael Alonso ... León Ventosa (Capítulos 1-2-3-4-5-6-7-8-9-10-11-12-13)
- Pilar Bardem ... Remedios (Capítulos 1-2-3-4-5-6-7-8-9-10-11-12-13)
- Amparo Larrañaga ... Cati (Capítulos 3-4-5-6-7-8-9-10-11-12-13)
- José Manuel Cervino ... Mariano Lobo (Capítulos 1-2-3-4-5-6-7-8-9-10-11-12-13)
- Queta Claver ... Prudencia (Capítulos 1-2-3-4-6-7-9-10-11-12-13)
- Silvia Espigado ... Amelia Ventosa (Capítulos 1-2-3-4-5-6-7-8-9-10-11-12-13)
- Tote García Ortega ... Herminia (Capítulos 1-2-3-4-5-6-7-8-9-10-11-12-13)
- Juanjo Menéndez... Benavides (Capítulos 1-2-3-4-5-6-7-8-9-10-11-12-13)
- Francisco Merino ... Padre Benito (Capítulos 1-2-3-4-5-6-7-8-9-10-11-12-13)
- Encarna Paso ... Felisa (Capítulos 1-2-3-4-5-6-7-8-9-10-11-12-13)
- Alejandra Torray ... Rosi (Capítulos 1-2-3-4-5-6-7-8-9-10-11-12-13)
- Esther Del Prado ... Manuela (Capítulos 1-2-3-4-5-6-7-8-9-10-11-12-13)
- María Elena Flores... Esmeralda (Capítulos 1-2-3-4-5-6-12-13)
- Luis Merlo... Juanjo (Capítulos 1-2-3-4-5-6-7-8-9-10-11-12-13)
- Esperanza Campuzano ... Lucy( Capítulos 1-2-3-4-5-6-7-8-9-10-11-12-13)
- Luis Pérezagua ... Martínez (Capítulos 1-3-4-5-6-7-8-9-10-11-12-13)
- Analía Gadé ... Doña Julia Andrade (Capítulos 5-6-7-8-9-10-11-12-13
- Antonio Canal ... Don Faustino (Capítulos 1-2-3-5-6-7)
- Francisco Casares ... Manolo (Capítulos 1-2-3-6-7-12)
- Paloma Hurtado ... Matilde (Capítulos 1-2-3-7-8-9-12)
- Teresa Hurtado ... Rebeca (Capítulos 1-2-3-7-8)
- Joaquín Kremel ... Batman (Capítulos 5-8-9-10-11-12-13)
- Enrique San Francisco ... Don Armando (Capítulos 7-10-11-12-13)
- Coraima Torres ... Ivonne (Capítulos 10-11-12-13)
- Paca Gabaldón ... Marisa (Capítulos 1-3-5-7-12)
- Agustín González ... Agustín (Capítulos 10-11-12-13)
- Javier Escrivá ... Daniel Bustillo (Capítulos 3-4)
- Manuel Gallardo ... Don Elías (Capítulo 7)
- Manuel Tejada ... Julio Alberto (Capítulos 8-9)
- Luis Varela ... Marcelino (Capítulo 2)
- Raquel Revuelta (Capítulos 2-8-9)
- Paloma Lago (Capítulos 2-8-9)

## Equipo Técnico
- Dirección: Pedro Masó
- Guiones: Pedro Masó y Santiago Moncada
- Productor: Antonio Guillén
- Productor Ejecutivo: Isidro F. Requena
- Ayudantes de dirección: Arancha Solís, F. Javier Soto, Andrés Vich.
- Música original: Antón García Abril
- Fotografía: Fernando Arribas
- Montaje: Alfonso Santacana
- Decorados: Agustín Alcázar, Emilio Ardura y Wolfgang Burmann.
- Diseño de vestuario: Sara Fernández
- Peluquería: Alicia López Medina, Patricia Rodríguez
- Maquillaje: Cristóbal Torrado, Francisca Trenchis, Paquita Trench.

## Localizaciones
La serie se grabó casi en su integridad en la localidad zamorana de Benavente. No obstante, también se grabaron escenas en Madrid, Benidorm, Voy, Alicante, Palma de Mallorca, Isla de la Toja, Miami y San Juan de Puerto de Rico y Valencia de Don Juan

## Listado de episodios
1. La boda (19 de septiembre): 7.355.000 espectadores (44,5%) Colaboradores: José Coronado, Rafael Alonso, Queta Claver, Juanjo Menéndez, Tote García Ortega, Luis Merlo, Encarna Paso, José Manuel Cervino, Esperanza Campuzano, Francisco Merino, Paca Gabaldón, Luis Pérezagua, Esther del Prado, Paloma Hurtado, Paco Casares, Teresa Hurtado, Pilar Bardem, Antonio Canal, María Elena Flores, Alejandra Torray, Julián Navarro, Silvia Espigado y Manolo Royo. Invitados: Carmen Rosi, Valentín Paredes, Luisa Gavasa, Luis Barbero, Pilar del Río, César Heinrich y José Luis Puertas.
2. Luna de miel (26 de septiembre): 6.649.000 espectadores (38,6%) Colaboradores: José Coronado, Rafael Alonso, Queta Claver, Juanjo Menéndez, Tote García Ortega, Luis Merlo, Encarna Paso, José Manuel Cervino, Esperanza Campuzano, Francisco Merino, Luis Varela, Manuel Codeso, Paloma Hurtado, Paco Casares, Teresa Hurtado, Pilar Bardem, Antonio Canal, María Elena Flores, Paloma Lago, Raquel Revuelta, Mar Flores, Alejandra Torray, Julián Navarro, Silvia Espigado, Manolo Royo, Alberto Closas y José Luis López Vázquez. Invitados: Luisa Gavasa, José María Álvarez, Pilar del Río, César Heinrich, José Luis Puertas, Esther Gala, Martín Garrido, Paco Churruca, Gádor Martín, Fernando Esteban y Marga Pont.
3. Encuentro en Madrid (3 de octubre): 6.432.000 espectadores (36,4%) Colaboradores: José Coronado, Amparo Larrañaga, Rafael Alonso, Queta Claver, Juanjo Menéndez, Tote García Ortega, Luis Merlo, Encarna Paso, José Manuel Cervino, Esperanza Campuzano, Francisco Merino, Paca Gabaldón, Luis Pérezagua, Esther del Prado, Pilar Bardem, Antonio Canal, María Elena Flores, Luis Varela, Paloma Hurtado, Paco Casares, Teresa Hurtado, Arturo Querejeta, Alejandra Torray, Valeriano Andrés, Silvia Espigado y Javier Escrivá. Invitados: José Cela, Alberto Magallares, Fernando Esteban, Verónica Lago, Esther Gala, José Albiach, José María Álvarez, Isabel Pérez, Juan Carlos y Antonio Carbonell.
4. ¿... Y ahora qué? (10 de octubre): 6.649.000 espectadores (37,9%) Colaboradores: José Coronado, Amparo Larrañaga, Rafael Alonso, Queta Claver, Juanjo Menéndez, Tote García Ortega, Ramoncín, Luis Merlo, Encarna Paso, José Manuel Cervino, Esperanza Campuzano, Francisco Merino, Rafael Castejón, Esther del Prado, Luis Pérezagua, Alfonso del Real, Pilar Bardem, José María Cafarell, María Elena Flores, Alejandra Torray, Valeriano Andrés, Silvia Espigado y Javier Escrivá. Invitados: Pilar del Río, José Luis Puertas, Luisa Gavasa, José Albiach, Manuel Aguilar y Aquilino Gamazo.
5. Mañana será otro día (17 de octubre): 6.035.000 espectadores (33,1%) Colaboradores: José Coronado, Amparo Larrañaga, Rafael Alonso, Joaquín Kremel, Juanjo Menéndez, Tote García Ortega, Luis Merlo, Encarna Paso, José Manuel Cervino, Esperanza Campuzano, Francisco Merino, Jaime Blanch, Paco Valladares, Paca Gabaldón, Luis Pérezagua, Esther del Prado, Pilar Bardem, Antonio Canal, María Elena Flores, Alejandra Torray, Paloma Cela, Silvia Espigado, Manolo Royo y Analia Gadé. Invitados: David Muro, Beatriz Perlac, Adriana Davidova, César Heinrich, Julio Tejela, Ángeles Macua, Mario Martín, Cristina García y Armando Navarro.
6. El crucero (24 de octubre): 5.240.000 espectadores (29,1%) Colaboradores: José Coronado, Amparo Larrañaga, Rafael Alonso, Queta Claver, Juanjo Menéndez, Tote García Ortega, Luis Merlo, Encarna Paso, José Manuel Cervino, Esperanza Campuzano, Francisco Merino, Guillermo Montesinos, Craig Hill, Luis Pérezagua, Esther del Prado, Pilar Bardem, Antonio Canal, María Elena Flores, Paco Casares, Alejandra Torray, José Antonio Navarro, Silvia Espigado, Víctor Santos y Analia Gadé. Invitados: Emilio Varela, Juan Carlos Larrañaga, Luis Romero, Milly Fuentes, Carlos Rivera, José Ángel Rodríguez, Ramón Saldaña, Michelle Atues y Eneida Soto
7. Escala en Puerto Rico (31 de octubre): 4.806.000 espectadores (31,0%) Colaboradores: José Coronado, Amparo Larrañaga, Rafael Alonso, Queta Claver, Juanjo Menéndez, Tote García Ortega, Luis Merlo, Encarna Paso, José Manuel Cervino, Esperanza Campuzano, Francisco Merino, Coraima Torres, Enrique San Francisco, Sandra Ballesteros, Paca Gabaldón, Luis Pérezagua, Esther del Prado, Paloma Hurtado, Antonio Canal, Teresa Hurtado, Manuel Gallardo, Pilar Bardem, Paco Casares, Alejandra Torray, Silvia Espigado, Julián Navarro, Manolo Royo y Analia Gadé. Invitados: Pilar del Río, Esther Gala, David Muro, Beatriz Perlac, Adriana Davidova, Teresa Cardell y Nati Huerga.
8. El regreso (7 de noviembre): 5.601.000 espectadores (31,4%) Colaboradores: José Coronado, Amparo Larrañaga, Rafael Alonso, Joaquín Kremel, Juanjo Menéndez, Tote García Ortega, Luis Merlo, Encarna Paso, José Manuel Cervino, Esperanza Campuzano, Francisco Merino, Manuel Tejada, Jaime Blanch, Paloma Hurtado, Teresa Hurtado, Luis Pérezagua, Esther del Prado, Pilar Bardem, Nicolás Dueñas, Lola Muñoz, Paloma Lago, Raquel Revuelta, Mar Flores, Elisenda Ribas, Alejandra Torray, Francisco Vidal, Silvia Espigado, María Jesús Sirvent y Analia Gadé. Invitados: Pilar del Río, Esther Gala, David Muro, Beatriz Perlac, Adriana Davidova, Teresa Cardell y Nati Huerga.
9. La recomendada (14 de noviembre): 5.372.000 espectadores Colaboradores: José Coronado, Amparo Larrañaga, Rafael Alonso, Joaquín Kremel, Queta Claver, Juanjo Menéndez, Tote García Ortega, Luis Merlo, Encarna Paso, José Manuel Cervino, Esperanza Campuzano, Francisco Merino, José María Pou, Manuel Tejada, Jaime Blanch, Paloma Hurtado, Luis Pérezagua, Esther del Prado, Pilar Bardem, Nicolás Dueñas, Lola Muñoz, Paloma Lago, Raquel Revuelta, Mar Flores, Elisenda Ribas, Alejandra Torray, Francisco Vidal, Silvia Espigado, María Jesús Sirvent y Analia Gadé. Invitados: Francisco Grijalvo, Rafael Torres, Carlos Moyá, Javier Blanco, Beatriz Perlac, Adriana Davidova, Laura Nadal, Raquel Meroño y José Alberto García.
10. La inspección (21 de noviembre): 4.698.000 espectadores Colaboradores: José Coronado, Amparo Larrañaga, Rafael Alonso, Agustín González, Joaquín Kremel, Queta Claver, Juanjo Menéndez, Tote García Ortega, Luis Merlo, Encarna Paso, José Manuel Cervino, Esperanza Campuzano, Francisco Merino, Coraima Torres, Enrique San Francisco, Emiliano Redondo, Pedro Civera, Pilar Bardem, Luis Pérezagua, Esther del Prado, María Elena Flores, Alejandra Torray, Silvia Espigado y Analia Gadé. Invitados: Manuel Salgado, Mela Casal, José Soto, Fernando Dacosta y José Manuel Conde.
11. Rosas rojas (28 de noviembre): 5.203.000 espectadores Colaboradores: José Coronado, Amparo Larrañaga, Rafael Alonso, Agustín González, Joaquín Kremel, Queta Claver, Juanjo Menéndez, Tote García Ortega, Luis Merlo, Encarna Paso, José Manuel Cervino, Esperanza Campuzano, Francisco Merino, Coraima Torres, Enrique San Francisco, Sandra Ballesteros, Francisco Guijar, Luis Pérezagua, Esther del Prado, Pilar Bardem, Antonio Vico, María Elena Flores, Alejandra Torray, Isabel Prinz, Silvia Espigado y Analia Gadé. Invitados: Rafael Ramos de Castro, Maite Navarrete, Manuel Salguaro, Gonzalo Cruz e Inma Cortell.
12. El bautizo (5 de diciembre): 5.203.000 espectadores Colaboradores: José Coronado, Amparo Larrañaga, Rafael Alonso, Agustín González, Joaquín Kremel, Queta Claver, Juanjo Menéndez, Tote García Ortega, Luis Merlo, Encarna Paso, José Manuel Cervino, Esperanza Campuzano, Francisco Merino, Coraima Torres, Enrique San Francisco, José María Pou, Paca Gabaldón, Luis Pérezagua, Esther del Prado, Francisco Guijar, Paloma Hurtado, Paco Casares, María Elena Flores, Antonio Canal, Pilar Bardem, Julián Navarro, Alejandra Torray, Silvia Espigado y Analia Gadé. Invitados: Luisa Gavasa, César Heinrich, Maite Navarrete, Manuel Salguaro, José Luis Puertas, Esther Gala, David Pérez y César López.
13. Piénsalo bien, Valentina (12 de diciembre): 5.926.000 espectadores Colaboradores: José Coronado, Amparo Larrañaga, Rafael Alonso, Agustín González, Joaquín Kremel, Queta Claver, Juanjo Menéndez, Tote García Ortega, Luis Merlo, Encarna Paso, José Manuel Cervino, Esperanza Campuzano, Francisco Merino, Coraima Torres, Enrique San Francisco, Fernando Valverde, José María Pou, Manuel Tejada, Craig Hill, Luis Pérezagua, Esther del Prado, Pilar Bardem, Tito García, María Elena Flores, Alejandra Torray, Silvia Espigado,  Analia Gadé y José Sacristán. Invitados: Fernando García Rimada, Avelino Cánovas, María Teresa Cortés, y César López.

## Premios y nominaciones
TP de Oro
| Año  | Categoría            | Resultado |
| ---- | -------------------- | --------- |
| 1994 | Telecomedia Nacional | Nominada  |